# Boyz n the Hood - Strade violente
(Frase con cui si aprono i titoli di testa, nonché tagline del film)
Boyz n the Hood - Strade violente (Boyz n the Hood) è un film drammatico del 1991 scritto e diretto da John Singleton. Venne presentato nella sezione Un Certain Regard al 44º Festival di Cannes, e ricevette 2 candidature ai Premi Oscar 1992. Per questo film, John Singleton è diventato il più giovane regista ad essere stato candidato all'Oscar finora.
Nel 2002 è stato scelto per la conservazione nel National Film Registry dalla Biblioteca del Congresso degli Stati Uniti.
Boyz n the Hood ha rappresentato un momento importante per gran parte del cast del film: il lancio della carriera per Cuba Gooding Jr., Morris Chestnut e Nia Long, nonché il primo ruolo cinematografico importante per Regina King ed Angela Bassett e l'inizio della carriera di attore (e non solo cantante) per Ice Cube.

## Trama
1984. Tré Styles di 10 anni vive con la madre single Reva a Inglewood, in California. Dopo che Tré partecipa ad una rissa a scuola, la sua insegnante informa Reva che il figlio è molto intelligente ma ha un temperamento volatile e manca di rispetto: perciò lei, preoccupata per il futuro di Tré, lo manda a vivere nel quartiere Crenshaw di Hyde Park (che si trova a South Central Los Angeles) con suo padre, Jason "Furious" Styles, da cui spera che Tré possa apprendere preziose lezioni di vita e di essere capace di maturare, assicurandogli che gli sarà permesso tornare da lei un giorno.
In Hyde Park, Tré si riunisce con i suoi amici, Darrin "Doughboy" Baker, il fratellastro materno di Doughboy, Ricky, e Chris, loro amico comune: dopo aver chiacchierato per un po', Furious ordina a Tré di rastrellare le foglie dal prato davanti. Quella notte, sempre Furious dice a Tré che lo fa lavorare non per cattiveria, ma per insegnargli come essere responsabile. Più tardi, Tré sente suo padre sparare a un ladro che cerca di derubare la casa: due poliziotti arrivano un'ora dopo e, mentre l'ufficiale bianco è civile e cortese, il nero è irrispettoso nei confronti di Furious. Il giorno dopo, Tré e i suoi amici vanno con Chris ai binari della ferrovia dietro Hyde Park Boulevard, dove mostra loro un cadavere. Mentre erano lì, un gruppo di ragazzi più grandi appartenenti a una gang di quartiere di Rollin 60 Crips, ruba il pallone di Ricky e Doughboy cerca di recuperarlo, senza successo. Mentre i ragazzi più grandi si allontanano, uno di loro restituisce a Ricky la palla. Nel corso della giornata, Furious trascorre del tempo padre/figlio con Tré, portandolo a pescare in riva al mare e racconta al ragazzo più della sua vita prima di averlo, compresa la sua esperienza militare nella guerra del Vietnam, nella speranza di rendere suo figlio orgoglioso di lui. Tuttavia conclude la sua storia consigliando a Tré di non arruolarsi mai nell'esercito, affermando che un uomo di colore non avrà posto nell'esercito. Quando tornano a casa, vedono Doughboy e Chris venir arrestati a Hyde Park per taccheggio (Doughboy aveva detto prima che stavano andando al negozio, ma non avevano soldi).
1991. Sono passati 7 anni: a un barbecue, Doughboy è ora un membro della banda dei Crip e festeggia la sua recente liberazione dalla prigione, insieme alla maggior parte dei suoi amici, tra cui Chris, che ora è paralizzato e usa una sedia a rotelle a causa di una ferita da arma da fuoco e i nuovi amici Dooky e Monster, anche loro membri dei Crip. Ricky, ora una stella del football per la Crenshaw High School, vive con la madre single Brenda, la ragazza Shanice e il loro figlio piccolo. Tré è diventato un adolescente maturo e responsabile, lavora in un negozio di vestiti al Fox Hills Mall e aspira a frequentare il college con la sua ragazza, Brandi, ma il loro rapporto si sta in qualche modo deteriorando sul desiderio di Tré di fare sesso, mentre Brandi, una devota cattolica, vorrebbe aspettare fino a dopo il matrimonio.
Ricky spera di vincere una borsa di studio dalla USC: così, dopo la visita di un reclutatore, un'esperienza leggermente imbarazzante per Ricky dovuta alla sua casa trasandata e alla maleducazione di suo fratello, viene informato che deve ottenere un punteggio di 700 o superiore sui SAT per qualificarsi. Ricky e Tré fanno il test lo stesso giorno. Successivamente, vanno a vedere Furious nel suo ufficio per rilassarsi: Furious porta Tré e Ricky a Compton, in California, per parlare dei pericoli della diminuzione dei valori immobiliari nella comunità nera. Quella notte, durante un raduno di gare su strada, Ricky è provocato da Ferris, un membro della Crenshaw Mafia. In risposta, Doughboy brandisce la sua pistola, portando a una breve discussione tra le due bande: quando le due bande finiscono di litigare, Ferris spara in aria con la sua pistola, costringendo tutti a scappare. Mentre Tré parla di lasciare Los Angeles, lui e Ricky vengono trascinati dalla polizia. Il poliziotto è lo stesso che era stato irrispettoso nei confronti di suo padre 7 anni prima: ora infatti intimidisce e minaccia Tré con la sua pistola, sapendo che non può fare nulla: sconvolto, Tré corre a casa di Brandi, dove finalmente si apre e scoppia a piangere.
Dopo averlo consolato, i due fanno sesso per la prima volta.
Il giorno dopo, Ricky litiga con Doughboy: mentre il primo e Tré vanno in un negozio vicino, vedono Ferris e la sua banda che girano per il quartiere e, nel tentativo di evitarli, attraversano vicoli e si dividono. Mentre Tré si rivolge a Ricky, l'auto di Ferris si ferma: Ricky si gira per correre ma uno degli uomini di Ferris gli spara alla gamba con un fucile: un secondo, tragico colpo colpisce Ricky nella schiena e lo perfora in pieno petto, uccidendolo sotto gli occhi e le urla dei due migliori amici; Doughboy ed i suoi Crip, che avevano intuito che Tré e Ricky fossero nei guai, li raggiungono, ma troppo tardi. Devastati e indifesi, i ragazzi portano a casa il corpo senza vita di Ricky: quando Brenda e Shanice vedono il cadavere di Ricky, la seconda scoppia in lacrime mentre la prima diventa una furia ed incolpa di tutto Doughboy, che tenta senza successo di confortarli e spiegare la verità.
Quella notte, Brenda, sconvolta, legge i risultati SAT di Ricky, che aveva ottenuto un punteggio di 710, sufficiente per l'ammissione.
I restanti ragazzi giurano vendetta su Ferris e il suo equipaggio: Furious trova Tré che si prepara a prendere il suo .357 Magnum, ma lo convince ad abbandonare ogni piano di vendetta, poiché «Violenza genera violenza». Tuttavia, Brandi e Furious vedono Tré uscire furtivamente dalla finestra della sua camera per unirsi a Doughboy: tuttavia quella notte, mentre la banda attraversa la città, Tré chiede di scendere dall'auto e torna a casa, rendendosi conto che suo padre aveva ragione a impedirgli di cadere in un ciclo infinito di violenza.
Quando Tré torna a casa, il padre lo sta aspettando: entrambi si guardano senza dire una parola, e Furious si ritira nella sua camera da letto. Nel frattempo, Doughboy trova la banda di Ferris in un fast food e Monster apre il fuoco su di loro con un fucile AK-47, uccidendone uno e ferendo gli altri due. Doughboy esce e uccide l'altro membro della banda ferito, e finalmente finisce Ferris.
Il giorno dopo, Doughboy visita Tré, comprendendone i motivi per cui era voluto scendere dalla macchina, affermando addirittura che non sarebbe mai dovuto salire. Doughboy sa che presto dovrà affrontare una rappresaglia per la morte di Ferris, e di conseguenza accettare le conseguenze per il suo stile di vita pieno di crimini. Si interroga sul perché l'America non si sia mai curata della vita nel ghetto, ed afferma commosso che non gli è rimasta più alcuna famiglia, dopo la morte di Ricky ed il conseguente rinnegamento da parte della madre Brenda, ma Tré lo abbraccia, dicendogli che gli è rimasto un fratello.
L'epilogo rivela che Doughboy ha visto Ricky seppellito il giorno seguente, per poi venir lui stesso assassinato neanche due settimane dopo.
Tré e Brandi riprendono la loro relazione e continuano a frequentare i college Morehouse e Spelman ad Atlanta.

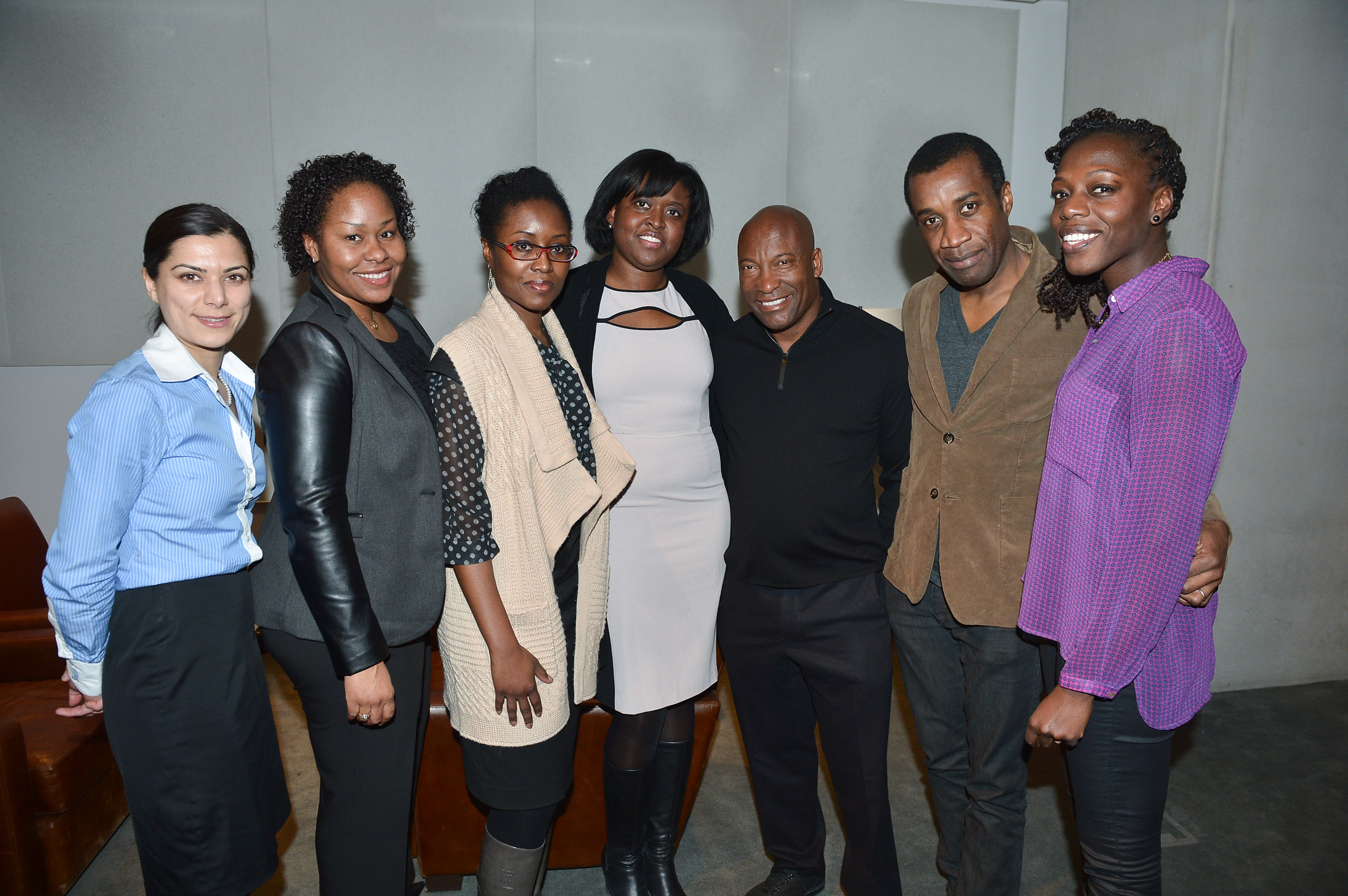
Il regista John Singleton e parte del cast del film alla reunion del 2013

## Produzione

### Sviluppo
John Singleton ha poi detto di essersi ispirato, per la sceneggiatura del film co-scritta poi con il Premio Oscar Spike Lee, sulla sua esperienza personale, nominandola all'inizio Summer of 84, per poi evolverla fino a Boyz n the Hood. Durante la scrittura, il regista venne anche influenzato dall'indimenticabile film di Rob Reiner Stand by Me - Ricordo di un'estate (1986), anch'essa con la scena iniziale avente 4 giovani ragazzi ed uno in più, dissolto nel nulla come alla fine succede a Doughboy.
Una volta finito il lavoro, nel 1990 Singleton e Lee presentarono la sceneggiatura alla Columbia Pictures, che approvò subito un film simile a Fa' la cosa giusta (1989), proprio di Lee tra l'altro.

### Cast
Il ruolo di Doughboy venne scritto appositamente per Ice Cube, mentre Cuba Gooding e Morris Chestnut vennero scelti per il film solo perché furono i primi a presentarsi alle audizioni; Laurence Fishburne venne scelto dopo aver conosciuto il regista Singleton su un set.

### Riprese
Il film venne girato in piano sequenza, con Singleton che fece anche un cameo come postino che ad un certo punto consegna i risultati dei test di Ricky a Brenda.
Le riprese si svolsero interamente a Los Angeles, specialmente nel reale ghetto della città, dal 1 ottobre al 28 novembre 1990.

## Distribuzione
Il film, dopo l'anteprima mondiale al Festival di Cannes il 13 maggio 1991, venne distribuito nelle sale cinematografiche statunitensi il 12 luglio 1991, mentre in Europa tra ottobre e novembre e in Italia dal 16 gennaio 1992.

### Divieti
Per via delle molteplici scene di violenza e quella di sesso da Brandi e Tré, nel mondo il film venne vietato, come in Italia, ai minori di 14 anni, mentre di 16 negli USA e nel resto d'Europa, e infine addirittura ai minori di 18 anni in Russia ed Emirati Arabi.

## Accoglienza

### Incassi
Incassando oltre 10 milioni di dollari tra Stati Uniti e Canada, il film raggiunse un guadagno mondiale corrispondente a $ 57.529.070 esatti, contro un budget di circa 6,5 milioni.

### Critica
Il film venne molto acclamato dalla critica, tanto da venir considerato "uno dei migliori film del 1991": The Guardian lo valutò col punteggio pieno di 5 stelle su 5, così come Roger Ebert con 4 stelle su 4; The Hollywood Reporter lo definì "una storia tremendamente triste raccontata con forza, umorismo e dignità".
Sul sito web Rotten Tomatoes il film riceve un'eccezionale percentuale del 96% delle recensioni professionali positive, con un voto medio di 8,4/10, basato su 71 recensioni; il consenso critico afferma che Boyz n the Hood è: "Ben recitato e con un tema molto impegnato, che mostra l'America urbana con molta più profondità ed onesta di molti altri film che si credono 'ispirati'".
Invece, su Metacritic il film ottiene un punteggio medio leggermente inferiore di 76 su 100, basato su 20 critiche, indicando "recensioni generalmente favorevoli".

## Riconoscimenti
- 1992 - Premio Oscar[17]
  - Candidatura per il miglior regista a John Singleton
  - Candidatura per la migliore sceneggiatura originale a John Singleton
- 1992 - MTV Movie Awards
  - Miglior nuovo film-maker a John Singleton
  - Candidatura per il miglior film a John Singleton
- 1992 - National Board of Review[18]
  - Migliori 10 film dell'anno (7º posto)
- 1992 - NAACP Image Award
  - Miglior film a John Singleton